# Franciszkański Ośrodek Pomocy Dzieciom
Franciszkański Ośrodek Pomocy Dzieciom w Głubczycach został powołany do istnienia w 1997. Ośrodek jest przez wszystkie organy administracji publicznej traktowany jako organizacja pozarządowa powołana do istnienia przez kościelną jednostkę prawną – Prowincję św. Jadwigi Zakonu Braci Mniejszych. Ośrodek działa w myśl ustawy z dnia 24 kwietnia 2003 o działalności pożytku publicznego i wolontariacie.

## Działalność
Głównymi odbiorcami zajęć są dzieci i młodzież z rodzin dysfunkcyjnych i patologicznych miasta Głubczyc. Zajęcia mają następujący charakter:
- zajęcia edukacyjno-wyrównawcze, które polegają na udzielaniu pomocy w odrabianiu zadań domowych. Prowadzone są korepetycje grupowe lub indywidualne;
- zajęcia rozwijające zainteresowania, uzdolnienia i talenty dzieci i młodzieży – artystyczne, plastyczne, muzyczne, teatralne, kulinarne, informatyczne;
- wyjazdy edukacyjne i kulturalne.

Oprócz prowadzonych zajęć typowo edukacyjnych i wychowawczych ośrodek angażuje się w pomoc żywnościową. Dzieci i młodzież otrzymują każdego dnia jeden posiłek. Od kilku lat ośrodek należy do Stowarzyszenia Opolskiego Banku Żywności. Pozwala to na udzielanie pomocy żywnościowej rodzinom najuboższym. Ośrodek od samego początku istnienia współpracuje z Gminą Komisją związywania Problemów Alkoholowych. W zajęciach ośrodka uczestniczy tygodniowo ok. 20 dzieci i ok. 15 wolontariuszy. Zajęcia odbywają się codziennie od poniedziałku do piątku. W okresach wakacyjnych, w organizowanym wypoczynku letnim oraz w wyjazdach wycieczkowych za każdym razem uczestniczy ok. 35 osób. Większość dzieci ma kuratora sądowego, niektóre z nich są po oświadczeniach pobytu w domach dziecka i placówkach wychowawczych. Wszystkie zajęcia prowadzone przez Franciszkański Ośrodek Pomocy Dzieciom są nieodpłatne. Także wyjazdy wycieczkowe i wakacyjne pokrywane są ze środków zorganizowanych przez ośrodek. Obecnie ośrodkiem kieruje o. Urban Adam Bąk.